# Quercus kongshanensis
Quercus kongshanensis là một loài thực vật có hoa trong họ Cử. Loài này được Y.C.Hsu & H.Wei Jen miêu tả khoa học đầu tiên năm 1976.